# Ferrisicklerita
La ferrisicklerita és una espècie mineral de la classe dels fosfats que va ser desacreditada en el mes de desembre de 2022 quan va ser establert el nou grup de la trifil·lita. Rebia el nom en al·lusió al fet que és el membre final amb l'ió Fe3+, anomenat fèrric en el passat, de la sèrie de solució sòlida que formava amb la també desacreditada sicklerita (LiMn2+PO₄).

## Característiques
La ferrisicklerita és un fosfat de fórmula química Li1-x(Fe3+,Mn2+)PO₄. Cristal·litza en el sistema ortoròmbic. Els cristalls de ferrisicklerita són poc freqüents i arriben fins a 1 mm de llarg, agrupats en agregats esfèrics o radials. Normalment es troba en forma de cossos massius que poden ser monocristal·lins, en nòduls i al voltant de cristalls i masses de trifilita-litiofilita. La seva duresa a l'escala de Mohs és 4.
Segons la classificació de Nickel-Strunz, la ferrisicklerita pertany a «08.AB - Fosfats, etc. sense anions addicionals, sense H₂O, amb cations de mida mitjana» juntament amb els següents minerals: farringtonita, heterosita, litiofilita, natrofilita, purpurita, sicklerita, simferita, trifilita, karenwebberita, sarcòpsid, chopinita, beusita, graftonita, xantiosita, lammerita, lammerita-β, mcbirneyita, stranskiïta, pseudolyonsita i lyonsita.

## Formació i jaciments
La ferrisicklerita es forma com el producte de l'alteració hidrotermal tardana o inclemències del temps de trifilita-litiofilita en zones de pegmatites granítiques complexes.
Ha estat trobada a Alemanya, Angola, l'Argentina, Austràlia, Àustria, el Brasil, el Canadà, Corea del Sud, Espanya, els Estats Units, Finlàndia, França, Itàlia, el Kazakhstan, el Marroc, Namíbia, Polònia, Portugal, la República Txeca, Ruanda, Suècia, Suïssa i la Xina. A Catalunya, s'ha trobat ferrisicklerita al Cap de Creus, a la localitat de Cadaqués (Alt Empordà, Girona).
A més de la trifilita-litiofilita, també sol trobar-se associada amb altres minerals com: heterosita, al·luaudita, fosfosiderita i cyrilovita.